# 超市特工
《超市特工》（英語：Chuck），是美國國家廣播公司（NBC）的一部以動作喜劇為主的電視劇。在2007年9月24日首播，第一季在2008年1月24日播放完畢。2008年2月13日，NBC宣佈超市特工將會有第二季。NBC已經預訂了一整季共22集，並於該年9月29日首播。儘管收視率並不理想，經過劇迷們為時兩個月的「拯救查克」（Save Chuck）行動，以及製播公司NBC獲得大型潛水艇堡餐廳Subway的贊助，以節省新一季影集的開銷，《超市特工》終於獲得第三季13集的合約，並且在後來拓展為19集的合約。NBC在2009年11月19日宣布，第三季將在2010年1月10日周日，播出長達兩小時的第一集，然後將在其週一的原時段繼續播出。
2008年5月5日，《超市特工》在香港AXN播出。香港J2台則在同年10月19日起播放。而台灣AXN則是從2008年11月起播出第一季，並於2009年11月起播出第二季，2011年2月9日起播出第三季。
NBC在2010年5月13日宣布，《超市特工》將被續約拍攝第四季13集，並附帶增加9集的選擇權。而與第三季不同的是，《超市特工》將不再是季中的替換影集，而是NBC 2010年秋季的首映影集，將繼續在影集目前所在的週一晚間八點時段播出。第四季的第一集已確定在9月20日首播。
2011年10月28日第五季首播，2012年1月27日本作正式完結。

## 情節
阿七曾是斯坦福大学计算机系的高才生，大四时候他的同學Bryce污蔑偷窃考卷，还被其抢走了女朋友Jill，此后一蹶不振，在一家名叫Buy More的連鎖超市從事電腦方面的技術工作，整天為了生活忙忙碌碌。
有一天他打開了為CIA效力的Bryce發來的郵件，沒料想生活從此發生了改變。Bryce的郵件中有著美國政府最新超級電腦"介面(Intersect)"裡所有的機密情報資料，而阿七的特殊頭腦竟然下載了所有資料，也因此使他成為犯罪和恐怖組織最想捉拿的人和政府最急於保護的人。
很快阿七的身邊就多了一位性感的CIA特工和一個固執的NSA職員，他們處處尾隨跟蹤他，Chuck必須學會應付自己剛剛成為重要人物的新生活。在Buy More維修電腦和拯救世界變成了阿七每天的工作，展開他人生新的一頁。

## 登場人物
| 演員                                             | 角色                                            | 粵語配音 (TVB)                                   | 季度 | 季度 | 季度 | 季度 | 季度 | 演出 集數 |
| 演員                                             | 角色                                            | 粵語配音 (TVB)                                   | 1    | 2    | 3    | 4    | 5    | 演出 集數 |
| ------------------------------------------------ | ----------------------------------------------- | ------------------------------------------------ | ---- | ---- | ---- | ---- | ---- | --------- |
| 柴克·萊威 Zachary Levi                           | 鮑七里(鮑阿七) Charles Irving "Chuck" Bartowski | 梁偉德                                           | 主演 | 主演 | 主演 | 主演 | 主演 | 91        |
| 伊凡·史漢基 Yvonne Strahovski                    | 韋絲萊 Sarah Walker                             | 程文意(S.1-2) 朱妙蘭(S.3-5) 曾秀清(代配)         | 主演 | 主演 | 主演 | 主演 | 主演 | 91        |
| 亞當·鮑德溫 Adam Baldwin                         | 祈仲禮 John Casey                               | 陳廷軒 李錦綸(代配)                              | 主演 | 主演 | 主演 | 主演 | 主演 | 91        |
| 約書亞·戈麥斯 Joshua Gomez                       | 郭毛 Morgan Grimes                              | 伍博民(S.1-4) 李致林(S.4-5)                      | 主演 | 主演 | 主演 | 主演 | 主演 | 87        |
| 莎拉·蘭開斯特 Sarah Lancaster                    | 鮑愛莉 Ellie Bartowski Woodcomb                 | 許盈(S.1-2) 黃玉娟(S.3) 鄭麗麗(S.4-5) 許盈(代配) | 主演 | 主演 | 主演 | 主演 | 主演 | 76        |
| 瑞安·麥克帕特林 Ryan McPartlin                   | 胡狄華 Devon "Captain Awesome" Woodcomb         | 劉昭文                                           | 常規 | 主演 | 主演 | 主演 | 主演 | 70        |
| 馬克·克里斯多夫·勞倫斯 Mark Christopher Lawrence | 杜米克(大咪哥) Michael "Big Mike" Tucker        | 陳永信 葉振聲(代配)                              | 常規 | 主演 | 主演 | 主演 | 主演 | 58        |
| 史考特·克林斯基 Scott Krinsky                    | 班積夫 Jeffrey "Jeff" Barnes                    | 林國雄                                           | 常規 | 主演 | 主演 | 主演 | 主演 | 79        |
| 維克·薩海 Vik Sahay                              | 裴李達(阿李) Lester Patel                       | 黃啟昌 李錦綸(代配)                              | 常規 | 主演 | 主演 | 主演 | 主演 | 79        |
| 林小微 Julia Ling                                | 吳安安 Anna Wu                                  | 何璐怡 張頌欣(代配)                              | 常規 | 主演 | 客串 |      |      | 22        |
| 玻妮塔·菲德瑞西 Bonita Friedericy                | 白黛安 Diane Beckman                            | 袁淑珍 蔡惠萍(代配)                              | 常規 | 常規 | 常規 | 主演 | 常規 | 74        |

### 主要角色
鮑阿七（Charles Irving "Chuck" Bartowski，扎卡里·列維飾演）（粵語配音：梁偉德）
特務名稱:賈米高。在Buy More擔任電腦維修員。曾在斯坦福大学讀電腦，後來被他的好友Bryce出賣。原來生活平平無奇，在一次偶然的情況下，阿七打開了Bryce寄給他的郵件，裡面全都是美國政府最機密的情報資料，阿七因此成為犯罪和恐怖組織最想捉拿的人和政府最急於保護的人。在第二季结尾在父親Orion的帮助下，成功將腦中的介面(Intersect)移除，但不久又被寫入介面2.0(Intersect 2.0)。在第四季被母親冰雪女王把介面2.0（Intersect 2.0）移除，但不久就使用父親Orion遺留下來的手提電腦（即Orion電腦）再次寫入介面2.0。在第四季結尾被CIA的人用介面眼鏡又把交匯系統2.0(Intersect 2.0)移除。後與韋絲萊發展情侶關係。在第四季結尾成為了韋絲萊的丈夫。查克沒有能力殺人，但在第三季第一次殺人，目標是叛國的前CIA特工Shaw。在第五季結尾使用介面眼鏡把介面3.0(Intersect 3.0)寫入腦中。
韋絲萊（Sarah Walker，伊凡·史漢基飾演）（粵語配音：程文意（第1-2季）→朱妙蘭（第3-5季））
特務名稱:韋絲萊。美麗動人的Sarah是一名CIA特別探員。原名Sam。其父為一名詐欺犯。她為了保護阿七的安全，在Buy More附近的热狗店工作（第二季之後換為名為Orange Orange的優格店）。Sarah在負責保護阿七的安全之前，是與Bryce共事，兩人更是情侶關係。在第四季結尾成為了阿七的妻子。
祈仲禮（John Casey，亞當·鮑德溫飾演）（粵語配音：陳廷軒、李錦綸（代配））
特務名稱:祈仲禮。祈仲禮是一名NSA上校，原名艾力克斯。在首集中，他殺死了Bryce，並追捕阿七。後來，他被上級委派保護阿七的安全，並在Buy More擔任電器銷售員。是少數不多的能在半英里範圍内準確射中目標的人之一。曾因為叛國失去特務的工作，但是他在一個美軍服役的朋友幫助下，出動一隊軍隊將The Ring特務的高層活捉，並要求白將軍以服職和阿毛成為特務的條件下交換The Ring特務的高層。有一個女兒，名為祈仲禮，因特別原因艾力克斯與女兒祈仲禮的名字互相交換。
阿毛（Morgan Grimes，約書亞·戈麥斯飾演）（粵語配音：伍博民（第1-4季））→李致林（第4-5季））
阿毛是阿七的最好朋友，兩人友誼長達20餘年之久，同時也是他的同事，是Buy More的電器銷售員，後升為副經理。在第三季知道阿七是特務，不久後也成為特務。雖然全部特務科目也不合格，但由於曾在沒有武器下對抗一頭孟加拉虎，所以證明他有勇氣（因為這一點令他可以成為特務，同時也不用到新兵營服役）。在第四季結尾被人用介面眼鏡把介面2.0寫入腦中。在第五季裡，因為被寫入腦中的介面2.0有問題，而被白黛安將軍用介面眼鏡把有問題的介面2.0(Intersect 2.0)移除。但由於過量使用有問題的介面2.0，所以失去了部分記憶。
鮑愛莉（Dr. Eleanor Fay Ellie Bartowski，Sarah Lancaster飾演）（粵語配音：許盈（第1-2季）→黃玉娟（第3季）→鄭麗麗（第4-5季））
鮑愛莉是阿七的姐姐，也是一名醫生。愛莉相當關心阿七，並與他同住。
（Dr. Devon "Captain Awesome" Woodcomb，瑞安·麥克帕特林飾演）（粵語配音：劉昭文）
人稱，愛莉的未婚夫，第一季結尾求婚成功，第二季結尾結婚。

### CIA & NSA
黎貝斯（ Bryce  Larkin，马修·波莫飾演）（粵語配音：黃啟昌）
CIA特務，阿七的大學同學，查克在他送來的郵件中下載了介面，表面上被凱西殺死，其實沒有死去。真正身份是魔戒放在CIA的雙重特務。暗中行動，最後被殺死。和絲萊原本是情侶。
邵達禮（Daniel Shaw，布蘭登·勞斯飾演）（粵語配音：何承駿→陳卓智）
前CIA特務，其妻在莎拉5年前紅色任務中被殺，丹尼爾蕭因知道此事後背叛國家加入魔戒，並打算殺害莎拉，阿七為救莎拉搶先一步開槍殺死丹尼爾蕭，但不死並用魔戒特務的身份繼續工作，加入魔戒後下載了由魔戒改良的新介面（Intersect）。
CIADirector Graham（Tony Todd飾演）（粵語配音：招世亮）
絲萊的前上司，已死。
NSA白黛安將軍（Director General Beckman，Bonita Friedericy飾演）（粵語配音：袁淑珍、蔡惠萍（代配））
表面上是Buy More的老闆，實際上是NSA總監，主角等人（一個由CIA和NSA成員組成的聯合特別小隊）的上司，長駐哥倫比亞特區。
鮑士勳(Stephen J. Bartowski，史考特·巴庫拉飾演)（粵語配音：林國雄）
特務名稱:Orion(獵戶座)。

### Buy More
杰夫（Scott Krinsky飾演）（粵語配音：林國雄）
Buy More的店員，與阿李為好友，皆為怪人。
阿李（Lester，Vik Sahay飾演）（粵語配音：黃啟昌、李錦綸（代配））
Buy More的店員，與杰夫為好友，皆為怪人。
大咪哥（Big Mike，Mark Christopher Lawrence飾演）（粵語配音：陳永信、葉振聲（代配））
Buy More的店長。
Harry Tiberius Tang（C. S. Lee飾演）（粵語配音：朱子聰）
（Anna Wu，Julia Ling飾演）（粵語配音：何璐怡、張頌欣（代配））
來自台灣，Buy More店員，與阿毛一度是情侶關係，後分手。

## 用語
- （Intersect）

由阿七的父親發明的系統，美國政府擁有的最新超級電腦，收藏美國政府的機密情報資料。阿七在布萊斯送來的郵件中下載了介面，令阿七間接成為特務。在第二季結尾成功移除介面，但不久又寫入介面2.0。魔戒的特務經常為得到介面而傷害阿七，但每次都平安無事。另外魔戒組織在被破壞的介面2.0碎片修理並在丹尼爾蕭手中得到介面的資料，建造了魔戒版本的介面，並由丹尼爾蕭下載。
- 電腦
- 眼鏡
- Fulcrum
- The Ring

一個神祕的恐怖份子集團，手下的特務與CIA和NSA的特務實力相當。為了得到介面（Intersect）而傷害阿七，每次都失敗。曾派特務丹尼爾蕭返回CIA做雙重間碟，間接地短暫接管整個美國情報體系（包括CIA和NSA）。
- 城堡

CIA特務阿七、莎拉與NSA特務祈仲禮的祕密基地。在伯班克Buy More的地底，由Buy More員工休息室一個儲物櫃進入，另外可以在莎拉工作的热狗店（後改名為Orange Orange的優格店）進入。丹尼爾蕭也曾經在這基地服役，後來成為特務的摩根也是在以這城堡為總部。
- Buy More

一家從事電腦方面的連鎖超市，並提供上門維修電腦。美國政府為公司老闆，貝克曼將軍是公司表面的老闆。巴爾班克分行店長是大咪哥，副經理是摩根，員工包捨阿七、凱西等等。巴爾班克分行地底有一座巨大的CIA基地－城堡。
- 中央情報局（CIA）

一個屬於美國的情報機關。故事主角的查克巴陶斯基、莎拉渥克和摩根是屬於CIA的特務，與NSA合作組成介面小隊，曾短暫被The Ring接管。
- 國家安全局（NSA）

一個屬於美國的情報機關，美國國防部的直屬機關。故事中的NSA總監是貝克曼將軍，約翰凱西是屬於NSA的特務，與CIA合作組成介面小隊，曾短暫被The Ring接管。

## 電視收視率
| 季度 | 播放時間(東岸)                                                                                               | 首播          | 結束          | 年度      | 排名 | 觀眾(百萬) |
| ---- | --- | ------------- | ------------- | --------- | ---- | ---------- |
| 1    | 星期一晚上八時 (2007年9月24日 – 2007年12月3日) 星期三晚上八時 (2008年1月24日) 星期四晚上十時 (2008年1月24日) | 2007年9月24日 | 2008年1月24日 | 2007–2008 | #65  | 8.68†      |
| 2    | 星期日晚上八時 (2008年9月29日 – 2009年4月27日)                                                               | 2008年9月29日 | 2009年4月27日 | 2008–2009 | #71  | 7.36       |
| 3    | 星期日晚上九時 (2010年1月10日) 星期一晚上八時 (2010年1月11日 – 2010年5月24日)                                | 2010年1月10日 | 2010年5月24日 | 2009–2010 | #71  | 5.99       |

^†  Only 11 out of the season's 13 episodes were taken into account.

## 外部連結
- 官方網站 （页面存档备份，存于）
- Chuck Wiki劇集指南
- 互联网电影数据库（IMDb）上《Chuck》的资料（英文）